# Daddala
Daddala is een geslacht van vlinders van de familie spinneruilen (Erebidae), uit de onderfamilie Calpinae.

## Soorten
- D. achaeoides Walker, 1865
- D. anguilinea Bethune-Baker, 1906
- D. avola Bethune-Baker, 1906
- D. berioi Kobes, 1985
- D. brevicauda Wileman & South, 1921
- D. columba Kobes, 1985
- D. lucia Kobes, 1985
- D. lucilla Butler, 1881
- D. lucillina Kobes, 1985
- D. microdesma Berio & Fletcher, 1958
- D. quadrisignata Walker, 1865
- D. renisigna Moore, 1883